# Cammino di Assisi
Il cammino di Assisi, conosciuto anche come cammino di San Francesco o via di Francesco, è un pellegrinaggio che parte dall'eremo di Sant'Antonio di Montepaolo (Dovadola), presso Forlì e ha come meta Assisi. Nasce dalla concatenazione di tanti brevi pellegrinaggi tradizionali preesistenti e consolidati presso gli eremi di - Assisi, La Verna, la Casella, Camaldoli, Montecasale, Montepaolo - legati a peculiari devozioni francescane.
Alla partenza, il pellegrino riceve la "credenziale", che certifica lo status di pellegrino, l'elenco dei rifugi e la guida con le tappe (descrizione, punti ristoro, punti acqua). Alla  fine del cammino può ritirare l'Assisana, documento che attesta l'avvenuto pellegrinaggio, presso la Basilica di San Francesco ad Assisi.

## Il pellegrinaggio
Il percorso transita  dagli eremi di  Montepaolo, Camaldoli, La Verna, Montecasale e tocca cittadine storiche come Portico di Romagna, Premilcuore, Sansepolcro, Città di Castello, Gubbio e Assisi.
Il cammino visita molti ambiti fondamentali della vita spirituale di Francesco, ma il luogo sacro per eccellenza è il Santuario della Verna, giacché proprio lì ricevette le Sacre Stimmate.
La lunghezza del cammino, che si divide in 13 tappe, è di oltre 300 km; il percorso attraversa, nelle prime tappe, le foreste tosco-romagnole del Parco del Casentino, dove esiste ancora una natura immacolata; questa è la parte più impegnativa per le ripetute salite e discese sui sentieri del CAI ben segnalati. La seconda parte ha meno dislivelli, ma lunghi tratti pianeggianti che si dipanano in genere nelle vicinanze di luoghi abitati. In ogni sede di tappa trovano rifugi e locali adibiti per ospitare i viandanti in cammino.
Il cammino può essere suddiviso così:
1. da Dovadola a Marzanella, 21 km
2. da Marzanella a Premilcuore, 21 km, passando per Portico
3. da Premilcuore a Corniolo, 18 km
4. da Corniolo a Camaldoli, 22 km, passando per il passo la Calla
5. da Camaldoli a Biforco, 19 km, passando per Badia Prataglia
6. da Biforco a La Verna, 9 km
7. da La Verna a Caprese Michelangelo, 23 km, passando per l'eremo La Casella
8. da Caprese Michelangelo a Sansepolcro, 25 km
9. da Sansepolcro a Città di Castello, 29 km, passando per l'eremo di Montecasale
10. da Città di Castello a Pietralunga, 30 km, passando per la pieve de' Saddi
11. da Pietralunga a Gubbio, 27 km
12. da Gubbio a Valfabbrica, 30 km, passando per l'eremo di San Pietro del Vigneto e Biscina
13. da Valfabbrica a Assisi, 16 km